# Île Macauley
Pour les articles homonymes, voir Macaulay.
L'île Macauley est une île volcanique appartenant aux îles Kermadec en Nouvelle-Zélande. Elle est située à peu près à mi-chemin entre l'île du Nord (Nouvelle-Zélande) et Tonga, dans le sud-ouest de l'océan Pacifique.
Sa superficie est de 3,06 km2, en comprenant l'île Haszard, étendue sur 5 ha et située à 220 m à l'est de l'île principale. Le point culminant de l'île est le mont Haszard, qui culmine à 238 m. Ce mont constitue une partie de la bordure d'une caldeira, dont le centre est situé à 8 km plus au nord-ouest, au sommet d'un grand volcan sous-marin. La dernière éruption de ce volcan date de 4360 av. J.-C. (± 200 ans).

## Histoire
Le lieutenant John Watts fut le premier Européen à visiter Macauley (qu'il nomma du nom du négociant londonien George Mackenzie Macaulay) et l'île Curtis (qu'il nomma du nom de Sir William Curtis (en)) sur le navire Lady Penrhyn (en) à la fin de l'année 1788.

## Faune et flore
L'île est un site de reproduction pour un grand nombre de pétrels à ailes noires et pétrels à col blanc. D'autres oiseaux de mer s'y reproduisent aussi, tels que les noddis gris, les sternes fuligineuses, les fous masqués, les phaétons à brins rouges, les puffins fouquets, les petits puffins, les pétrels des Kermadec et les océanites frégates.
L'île est également peuplée de perruches des Kermadec. Tous les chèvres et rats polynésiens ont été tués. L'île appartient à la Zone importante pour la conservation des oiseaux (ZICO) des îles Kermadec, identifiée comme telle par BirdLife International car ce site est très usité par les oiseaux nicheurs.

## Conservation
Le couvert forestier originel de l'île a été brûlé et les chèvres ont été introduites pour nourrir les survivants d'un naufrage. Les chèvres ont été tuées par le New Zealand Wildlife Service (Service de la faune de la Nouvelle-Zélande) à la fin des années 1960 et au début des années 1970. Afin de protéger la faune de l'île, Macauley est gérée comme une réserve naturelle par la New Zealand Department of Conservation (Département de Conservation de la Nouvelle-Zélande). En 2006, le Department of Conservation a largué des appâts toxiques depuis un avion pour éliminer les rats introduits sur l'île.